# Anne Sofie von Otter
Anne Sofie von Otter (Stockholm, 1955. május 9. –) svéd énekesnő (mezzoszoprán). Énekel operát, oratóriumokat, de rock- és popdalokat is. Anne Sofie von Otter az egyik vezető szopránénekes a nyolcvanas évek óta. Az egykori svéd miniszterelnök dédunokája. Göran von Otter báró, diplomata lánya. Karmesterei: William Christie, Claudio Abbado, John Eliot Gardiner, Marc Minkowski...

## Pályafutása
Stockholmban, Bonnban és Londonban nőtt fel. A stockholmi és a londoni Guildhall School of Music and Drama konzervatóriumi tanulmányait követően 1983-1985 között a baseli Opera együttes tagja volt. 1985-ben debütált a Covent Gardenben. 1988-ban debütált a New York-i Metropolitan Operában. A Bécsi Állami Operaházban énekelte az Idamante-t az Idomeneoban (1994), az Octavianust A rózsalovagban (1994-1999), az Ariadne Naxosbant (1999), A walkürt és Az istenek alkonyában Waltraute szerepét (2015).
Rendszeresen fellép Európa és Észak-Amerika nagy koncerttermeiben.
2004-ben a párizsi Opéra Bastille-ban elénekelte Hector Berlioz Béatrice et Bénédict-et és Richard Strauss Clairon című művében a Capriccioban. 2007-ben debütált Brangäne szerepében Richard Wagner Trisztán és Izoldájában a Covent Gardenben. 2008-ban Igor Stravinsky: The Rake’s Progress című művében énekelt Nikolaus Harnoncourt vezényletével Bécsben. 2014-ben Jacques Offenbach Hoffmann meséi című operájában szerepelt Madridban.
1980 óta együtt dolgozik Bengt Forsberg zongoristával.
Anne Sofie von Otter férje, Benny Fredriksson, svéd színész, tizenhat éven át színházigazgató volt. 2017 decemberében lemondott, mivel vádat emeltek ellene szexuális zaklatás gyanújával. A vádat eredetileg közzétevő újság azóta jelezte, hogy egyes jelentések félrevezetőek voltak. Nem találtak bizonyítékot a vádra.
Fredriksson 2018. március 17-én öngyilkos lett.

## Albumok
- 1993: Sånger
- 1994: Speak Low
- 1999: Home For Christmas
- 2001: For The Stars (km.: Elvis Costello)
- 2006: I Let The Music Speak
- 2006: Noël
- 2007: Terezín (km.: Bengt Forsberg, Pavel Haas, Hans Krása, Viktor Ullmann, Kálmán Imre, Erwin Schulhoff, Ilse Weber, Adolf Strauss, Martin Roman, Carlo S. Taube, Karel Svenk)
- 2008: Antonio Vivaldi (km.: Daniel Hope & Chamber Orchestra Of Europe)
- 2010: Ombre de mon amant
- 2011: Love Songs (km.: Brad Mehldau)
- 2014 :Douce France

### Egyéb albumok
- 1981: Giacomo Carissimi, Monteverdi, Rameau, Felix Mendelssohn Bartholdy, Charles Ives
- 2005: Benedetto Ferrari, John Dowland
- 2007: Edvard Grieg, Hans Christian Andersen, Henrik Ibsen, Vilhelm Krag, Aasmund Olafsson Vinje
- 10 klasszikus album (Deutschen Grammophon)

## Díjak
- 1995: Jelölés: Hovsångerska by King Carl XVI Gustaf of Sweden
- 2003: Rolf Schock Prize – musical kategória
- 2011: Commandeur des Arts et des Lettres
- 2013: University Pierre and Marie Curie, Paris
- 2015: Grammy-díj (legjobb klasszikus szólóénekes)